# Three Delivery
Three Delivery es una serie de televisión estadounidense-canadiense creado por Larry Schwarz producido por Animation Collective y Nicktoons Original Series emitido el 27 de junio de 2008 hasta el 28 de junio de 2009.

## Sinopsis
Hace algunos años un joven estudiante llamado Kong Li utiliza el poder del libro de cocina mágica para difundir en el barrio chino de una receta secreta. Sin embargo, gracias al hechizo antiguo alrededor de la ciudad surge alimentación de campo, lo que deja una mala magia cerrada. Al cabo de unos años, Kong Li vuelve a encontrar la receta para las recetas más potentes. Tres de ellos adolescentes, Sue, Sid y Tobey que quieren salvar el mundo, tienen que aprender a operar hechizos. Wu y Nana deben ayudarles a fin de que el mundo puede seguir existiendo.

## Producción
Esta producido por Animation Collective con el formato Adobe Flash con la animación 2D. Los fondos también están pintadas en Flash. Schwarz señaló a la premisa, diciendo que él solía vivir cerca de él de Manhattan Chinatown y que esta serie se reflejaría algunas de sus experiencias personales. El director de arte y exdirector Alan Foreman diseñó el estilo visual de la serie, que compara con una novela gráfica. También realiza las voces para el tema musical y contribuye a la puntuación, con su sede Nueva York.

## Personajes

### Principales
- Sue - Hermana de Sid. Es un proveedor en el Jardín Wu, muy elegante y bonito
- Sid - hermano de Sue. Es un proveedor de "Jardín de Wu"
- Tobey - muy ágil y siempre sonriente. Es un proveedor de "Jardín de Wu." Su padre es Lee Kong
- Wu (Wu Kalvin) - propietario del "Jardín de Wu"
- Nana - La madre de Kalvin, un profesor Sue, Sid y Tobeygo.
- Lee Kong - un antiguo amigo de Nana. Quiere apoderarse del mundo, pero para ello se necesita una magia "Libro de Reglas"
- Barney - el hijo de Wu, que trabaja en el "Jardín de Wu"

## Episodios
| Temporada | Temporada | Episodios | Estreno original     | Estreno original    | Estreno en Latinoamérica | Estreno en Latinoamérica |
| Temporada | Temporada | Episodios | Estreno de temporada | Final de temporada  | Estreno de temporada     | Final de temporada       |
| --------- | --------- | --------- | -------------------- | ------------------- | ------------------------ | ------------------------ |
|           | 1         | 26        | 27 de junio de 2008  | 28 de junio de 2009 | 13 de febrero de 2009    | 2009                     |